# Alejandro I de Kajetia
Alejandro I (1445 - 27 de abril de 1511) fue rey de Kajetia de 1476 a 1511. Nacido en 1445, era el primogénito de Jorge I de Kajetia y VIII de Georgia. Asociado al trono en 1460, sucedió a su padre en 1476 y pronto aceptó la soberanía otomana. Georgia lo reconoció como independiente en 1490.
Se casó antes del 23 de enero de 1479 con Ana Tinatina, hija de Beena Irubakidze Xolokashvili, príncipe de Satxolakao.
Fue asesinado por su hijo Jorge II de Kajetia el 27 de abril de 1511. Éste le sucedió en el trono.